# All for This
All for This es el álbum debut solista de Ben Moody, lanzado el 9 de junio de 2009 a través de Amazon.com, iTunes, Ammie Street y a través de FNR Records, el sello de Moody.

## Lista de canciones
- Todos los temas fueron escritos y compuestos por Moody.

Todas las canciones escritas y compuestas por Ben Moody. 
| N.º | Título                | Duración |  |
| 1.  | «Perfect»             | 4:12     |  |
| 2.  | «The Way We Are»      | 4:07     |  |
| 3.  | «Hold Me Down»        | 3:43     |  |
| 4.  | «10.22»               | 4:08     |  |
| 5.  | «Never Turn Back»     | 4:18     |  |
| 6.  | «All for This»        | 4:30     |  |
| 7.  | «Wishing Well»        | 4:39     |  |
| 8.  | «All Fall Down»       | 5:04     |  |
| 9.  | «Too Far Left to Go»  | 3:51     |  |
| 10. | «Nothing Left of Me»  | 5:21     |  |
| 11. | «In Time»             | 4:35     |  |
| 12. | «Just Like Everybody» | 6:16     |  |